# Andrena santaclarae
Andrena santaclarae är en biart som beskrevs av Ribble 1974. Andrena santaclarae ingår i släktet sandbin, och familjen grävbin. Inga underarter finns listade i Catalogue of Life.